# Masyaf
Masyaf (arabisch مصياف, DMG Maṣyāf) ist eine Stadt im Gouvernement Hama im Westen von Syrien. Die Ortsmitte wird von einer arabischen Burg aus der Kreuzritterzeit überragt. Die Burg war im 12. Jahrhundert Hauptsitz des „Alten vom Berg“, der Anführer der ismailitischen Glaubensgemeinschaft der Nizariten war, die in Europa meist als Assassinen bekannt sind.

## Lage
Masyaf liegt am Südostrand des Dschebel Ansariye etwa 40 Kilometer westlich von Hama in der Ebene des Orontes und 47 Kilometer östlich der Küstenstadt Baniyas an der Straße, die beide Orte verbindet. Die Stadt hat 38.161 Einwohner (Berechnung 2010). Das Siedlungszentrum der syrischen Ismailiten ist Salamiyya am Rand der syrischen Wüste; die größten ismailitischen Gruppen im Bergland leben in Qadmus und Masyaf.

## Geschichte
Eine erste Burg bestand zu byzantinischer Zeit. Aber schon die Seleukiden und die Römer hatten den Burgberg zu Verteidigungszwecken genutzt. So war zum Beispiel das Hauptquartier der IV. Scythischen Legion in Masyaf.
Als die Kreuzritter im Jahre 1099 das Gebiet durchzogen, befand sich die Burg im Besitz der Mirdasiden. 1103 wurde sie kurzzeitig von den Kreuzrittern eingenommen, konnte aber nicht gehalten werden. 1109–1110 bezahlte der Eigentümer, der Atabeg von Damaskus, Tribut an den Grafen von Tripolis, damit dieser die Herrschaft Masyaf von Überfällen ausnahm. 1127 wurde die Herrschaft an die Banu Munqidh verkauft. Aus deren Händen gelangte sie an die Assassinen.
Die Assassinen begannen ab 1102 in Syrien zu missionieren. Dem Emir von Aleppo, Ridwan, leisteten sie bei der Beseitigung seiner Rivalen Hilfe und erhielten im Gegenzug die Möglichkeit in Syrien Anhänger zu gewinnen. Sie begannen, sich im felsigen Gebirge des Dschebel Ansariye niederzulassen. 1132 konnten sie die erste Burg Qadmus kaufen. 1141 besetzten sie die Burg Masyaf. Im Laufe der Zeit konnten sie im unzugänglichen Gebirge ein autonomes Gebiet in unmittelbarer Nähe der Kreuzfahrerstaaten Antiochia und Tripolis bilden. Die Burg wurde im 12. und 13. Jahrhundert ausgebaut und diente der Sekte als Hauptsitz in Syrien. Seit 1164 residierte hier der „Alte vom Berge“, Sinan Raschid ad-Din. Als Antwort auf zwei von den Assassinen verübte Anschläge belagerte Saladin die Burg 1176 erfolglos. Der Legende nach beendete er die Belagerung, als er eines Morgens ein Messer neben seinem Kopfkissen fand.
1270 konnte Sultan Baibars die Burg während eines langjährigen Feldzuges (seit ca. 1260 bis 1273) gegen die Assassinen in seinen Besitz bringen. Mit diesem Erfolg war die Macht der Assassinen in Syrien gebrochen.
Im weiteren Verlauf der Geschichte diente die Burg dem Schutz der Handelsroute vom Mittelmeer nach Hama. Während des Mittelalters bis ins 20. Jahrhundert kam es häufig zu bewaffneten Auseinandersetzungen zwischen verfeindeten ismailitischen Familien und zu Angriffen von Alawiten, die zu einer weiteren Verarmung der Bevölkerung in dem rückständigen Gebiet führten. 1808 eroberten und plünderten Alawiten das Dorf. Dabei wurden viele Einwohner getötet, die restlichen mussten fliehen. Sie konnten erst zwei Jahre später mit Hilfe von Kunj Yusuf Pasha zurückkehren, dem damaligen Regenten (wali) von Damaskus, der die Alawiten vertrieb.
Die Burg wurde durch die Aga-Khan-Stiftung restauriert.
Das Dorf Masyaf erlangte im Syrischen Bürgerkrieg nach 2011 strategische Bedeutung. In der Nähe befindet sich eine staatliche Forschungseinrichtung, das CERS, das mit der Produktion von Chemiewaffen der Regierung Assad in Verbindungs stehen soll. Weiter hatte das israelische Militär wiederholt Luftangriffe auf eine vermutete Raketenproduktionsanlage und Einrichtungen iranischer Milizen im Ort geflogen. Im Sommer 2019 wurden schließlich moderne Luftabwehrraketen russischer Bauart am Ort zusammengezogen, darunter S-300 Starter.
Am 8. September 2024 führten die israelischen Streitkräfte eine Spezialoperation in Masyaf durch, bei der mehr als 100 israelische Elitesoldaten der Schaldag eine unterirdische, von Iran finanzierte Raketenfabrik der syrischen Streitkräfte zerstörten.

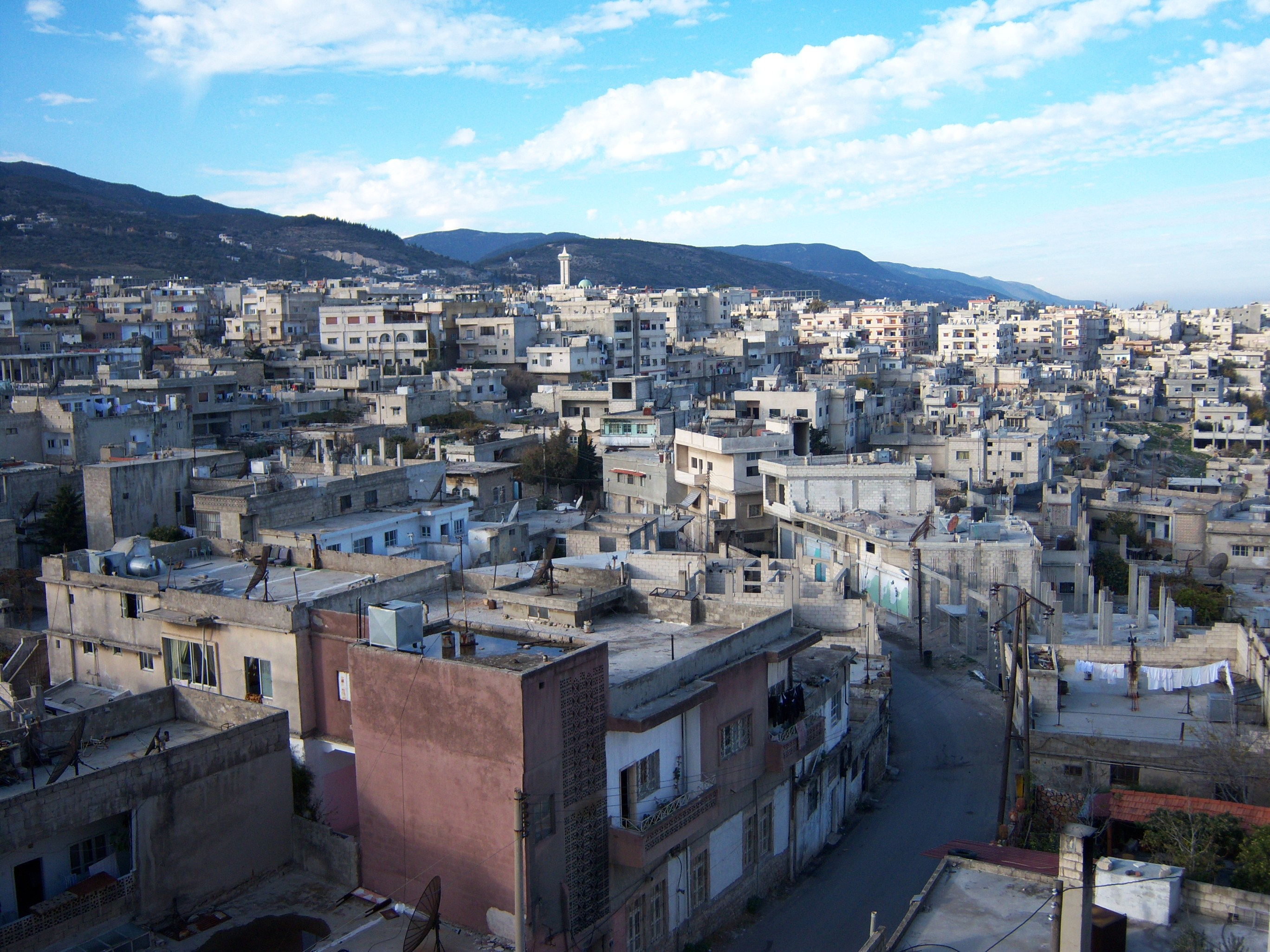
Ortschaft um 2008
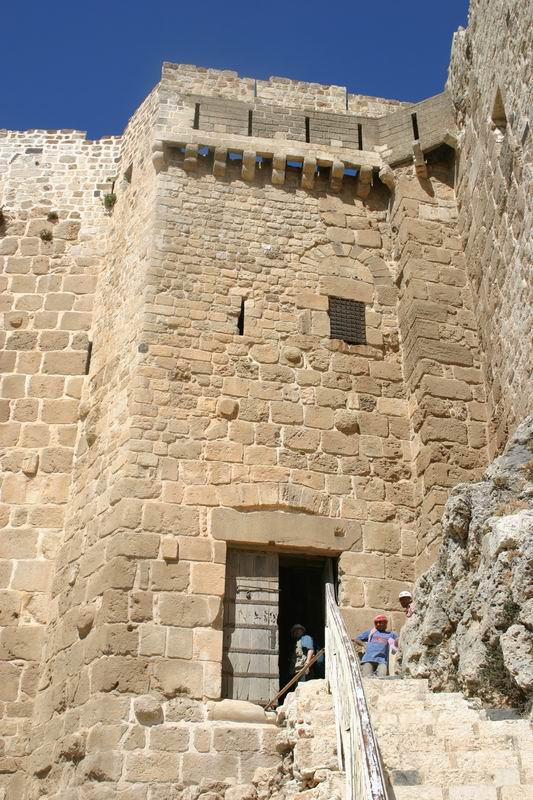
Eingang zur Kernburg
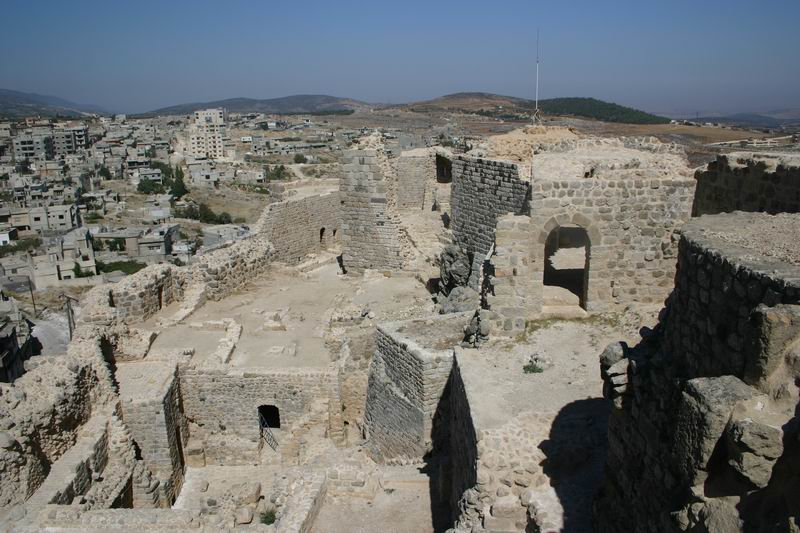
Blick über die Ruinen der Kernburg
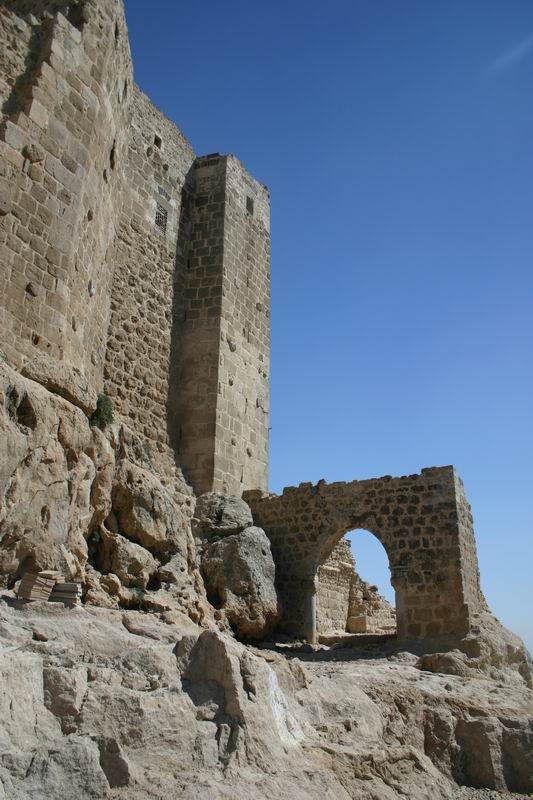
Äußeres Tor

## Rezeption
Masyaf ist mehrfach Handlungsort in der Videospielserie Assassin’s Creed von Ubisoft. Der Protagonist des ersten Spieles der Reihe ist der Assassine Altaïr Ibn-La’Ahad (übersetzt „Vogel, keines Mannes Sohn“) aus Masyaf und auch in Assassin’s Creed: Revelations spielen Teile der Handlung wieder hier.

## Söhne und Töchter der Stadt
- Wafa Mustafa (geb. 1989 oder 1990), Journalistin und Menschenrechtsaktivistin